# Mike Weaver (boxe anglaise)
Pour les articles homonymes, voir Weaver.
Mike Weaver est un boxeur américain né le 14 juin 1951 à Gatesville, Texas.

## Carrière

### Débuts
Membre des marines de 1968 à 1971 et ayant servi au Viet-Nâm, Mike Weaver commence à combattre en tant qu'amateur.
Il débute en professionnel à l'âge de 21 ans, le 14 septembre 1972, perdant son premier combat. Durant ses trois premières années en professionnel, il combat 13 fois, mais considéré comme un faire-valoir, il est rapidement opposé à des boxeurs plus expérimentés et pour 7 victoires, il perd également 6 fois, entre autres contre Duane Bobick, qu'il avait déjà affronté en amateur. À l'époque, il est également sparring partner de Mohamed Ali et Ken Norton.
Il enchaine cependant 8 victoires consécutives de 1975 à 1977, notamment contre un boxeur en vue à l'époque, Pedro Lovell. Malgré une défaite aux points contre Stan Ward, ces résultats lui permettent de briguer la ceinture NABF laissée vacante par George Foreman face à Leroy Jones, le 19 août 1978, mais il est battu de justesse aux points.
Le 22 octobre de la même année, il bat Bernardo Mercado par KO technique au 5e round, et le 18 janvier 1979, remporte le titre USBA de champion des États-Unis, dans un combat revanche contre Stan Ward. Cette ceinture le classe 8e boxeur mondial, et lui ouvre les portes d'un match pour le championnat du monde.

### Mike Weaver contre Larry Holmes
Invaincu en 30 combats, Larry Holmes, champion du monde WBC, défend sa ceinture pour la 3e fois ce 22 juin 1979. Holmes remporte les premières reprises avec son jab, mais Weaver réplique fortement dans les deux rounds suivants et les remporte sur les cartes des juges. Les rounds passant, Holmes prend progressivement de l'avance sur les cartes des juges, et au 11e round, envoie Weaver à terre d'un uppercut droit. Weaver se relève et reprend le combat, mais, blessé, l'arbitre l'arrête finalement au round suivant. 
Malgré sa défaite, sa résistance plus forte que prévu l'a fait connaitre du grand public. Il remporte deux victoires par la suite, conservant son titre USBA contre Scott LeDoux, aux points, avec une forte avance sur les cartes des juges.

### Champion du monde
Le titre étant divisé entre Larry Holmes pour la WBC et John Tate pour la WBA, Weaver a une 2e occasion de le remporter, et le 31 mars 1980, fait face au champion WBA John Tate, plus jeune et invaincu en 20 combats, donné favori à 2 contre 1. Avant l'avant-dernier round, Tate, soutenu par le public, a une avance de 3 à 5 points sur les cartes des juges, pouvant se permettre de perdre la 15e reprise et conserver son titre. A une minute de la fin du combat pourtant, un crochet gauche de Weaver envoie Tate au tapis, incapable de se relever, il perd son titre et Mike Weaver devient champion du monde poids lourds à la suite de ce KO tardif.
Weaver défend ensuite son titre contre Gerrie Coetzee le 25 octobre. Il s'agit de la deuxième chance pour Coetzee qui avait échoué à la conquérir face à John Tate en 1979. Il met Weaver en grande difficulté à la 8e reprise, et après 12 rounds, les juges sont partagés quant au boxeur en tête aux points. Mais Weaver envoie Coetzee à terre d'une droite au 13e round et remporte le combat, Coetzee s'étant relevé trop tard. Weaver bat ensuite aux points James Tillis le 3 octobre 1981.

### La controverse Michael Dokes
Pour sa 3e défense le 10 décembre 1982 face à Michael Dokes, Weaver est mis à terre dans les premiers instants du combat. Il se relève, l'arbitre hésite à le relancer mais l'autorise finalement. A nouveau touché mais sans avoir l'air au bord de la rupture, l'arbitre l'arrête, après 1 minute et 3 secondes de combat seulement. Sous les huées du public, c'est la mêlée sur le ring. Certains observateurs penseront que l'arbitre, Joey Curtis, a fait preuve d'un excès de prudence en raison de la mort récente du poids léger Deuk-Koo Kim sur le ring. Joey Curtis dira en interview juste après le match que le regard dans le vague de Weaver l'a convaincu qu'il n'était plus lucide.
La WBA ordonne un combat revanche, qui se tient le 20 mai 1983. Weaver a pris du muscle pour l'occasion. La rencontre est très violente et se terminera par un match nul n'ayant pas convaincu le public et beaucoup de journalistes. Dokes conserve sa ceinture.

### Tentative de reconquête contre Pinklon Thomas
Après la perte du titre, Mike Weaver bat Stan Ward par KO technique, 4 ans après leur précédente rencontre. Après une autre victoire contre un boxeur inconnu, il est opposé à Tony Anthony dans un combat dont l'issue marque les fans : A la fin du 1re round, la cloche sonne, Anthony envoie un crochet du droit à Weaver qui chancèle. Weaver marche vers un coin, Anthony le poursuit et le frappe par derrière d'un crochet du gauche, ce qui conduit à sa disqualification.
Mike Weaver a alors l'occasion de reconquérir une ceinture mondiale, contre Pinklon Thomas. Le combat a lieu le 15 juin 1985, Weaver vient d'avoir 34 ans, 7 ans de plus que Pinklon Thomas, qui est invaincu en 26 combats. Thomas envoie à terre Weaver dès le 1re round, qui se relève, et à l'issue du 7e round, deux juges donnent les deux boxeurs à égalité aux points, le troisième donnant un point d'avance à Thomas. Mais à la 8e reprise, une droite envoie Weaver à terre pour le compte.

### Fin des années 80
En 1986, il bat le challenger mondial Carl "The truth" Williams par KO technique en 2 rounds, mais est battu par KO technique par James Smith en un round, et par décision partagée après 10 reprises contre Donovan Ruddock. Il remporte cependant 6 de ses 7 combats suivants jusqu'à la fin de la décennie, infligeant leur première défaite à James Pritchard et Johnny Du Plooy en 1987, et remportant en 1989 le titre continental américain.

### Dernières années
Il perd cette ceinture en étant une nouvelle fois battu par James Smith le 4 avril 1990. Désormais quadragénaire et combattant de plus en plus rarement, Weaver est également battu par le jeune Lennox Lewis le 12 juillet 1991. Il remporte toutefois plusieurs victoires dans les années 90, notamment contre Bert Cooper, et plusieurs ceintures mineures. Son dernier combat a lieu contre Larry Holmes le 17 novembre 2000, 21 ans après leur premier combat . A 49 ans, il est battu par KO technique au 6e round.